# Zarouhi Batoian
Zaruhi ou Zara Batoyan (en arménien : Զարուհի Բաթոյան), née le 29 septembre 1979 en Arménie, est une personnalité politique arménienne, journaliste et militante des droits des personnes handicapées. 
Elle est depuis janvier 2019 l'actuelle ministre du Travail et des Affaires sociales du deuxième gouvernement de Pashinyan.

## Biographie

### Jeunesse et formation
Zaruhi Batoyan est née le 29 septembre 1979 à Erevan en République socialiste soviétique d'Arménie. En 2008, elle est diplômée du Département de journalisme de l'Université d'État d'Erevan. En 2012, elle a suivi le programme de formation du Women's Institute on Leadership and Disability (WILD) proposé par Mobility International USA à Eugene dans l'Oregon.

### Journaliste, militante pour les droits des personnes handicapées
De 1999 à 2014, elle a été rédactrice en chef du magazine pour enfants Sunflower. Depuis 2007, elle était responsable de la protection des droits des personnes handicapées au sein de l'ONG Bridge of Hope. Depuis 2012, elle est directrice de Zartprint LLC, qui soutient l'emploi des personnes handicapées. Entre 2013 et 2017, elle a coordonné l'Union des personnes morales « Alliance nationale pour la protection des personnes handicapées ». Elle est la présidente fondatrice de l'ONG Disability Info de 2014 à 2018.
En tant qu'experte des droits des personnes handicapées, elle a travaillé avec le Programme des Nations unies pour le développement, avec Armenia Caritas, avec Armenia Mission, avec la branche arménienne de la Philharmonic Mission, avec la branche arménienne de l'organisation britannique Oxfam International et avec d'autres organismes et associations. 

### Carrière politique, ministre
Le 30 octobre 2016, elle a été élue membre du conseil d'administration du Parti de la société civile. En 2017, elle a été élue membre du Conseil des anciens d'Erevan pour le parti Alliance « La sortie ». 
Le 11 juin 2018, elle a été nommée ministre déléguée du Travail et des Affaires sociales, jusqu'au 18 janvier 2019. 
Par décision du président arménien Armen Sarkissian, elle a été nommée ministre du Travail et des Affaires sociales le 19 janvier 2019 et a pris ses fonctions le 30 janvier suivant,. Elle se déplace en fauteuil roulant.